# 内藤博之
内藤 博之（ないとう ひろゆき、1954年9月18日 - ）は元ラジオ日本のアナウンサーである。東京都品川区出身。血液型・A型。東京都立八潮高等学校を経て日本大学芸術学部卒業。2010年9月現在の肩書きは編成局制作部チーフアナウンサー。

## 経歴
一時はアナウンサー職を離れていたが、染谷恵二の独立に伴い2005年度からアナ復帰。元ラジオ日本アナウンサーであった同姓の内藤幸位とは血縁関連が無い。
スポーツ実況を中心にニュース、ワイド番組のアシスタント、ナレーターと幅広く活躍している。お酒は飲めなく、専らのスイーツ派で飲食店・菓子店に造詣が深く番組で各地の名店を披露している。落語や古典芸能のファン。大学の後輩で「ザ・ホットライン」でレポーターをしている神田京子に講談を習っている。また大学後輩の「ミュージック・パワーステーション」DJ、鈴木ダイから「ヒロさん」と呼ばれ親しまれている。ドゥービー・ブラザーズのファン。

## 現在の出演番組
- ひばりさんからの手紙（月曜〜金曜 05:10〜05:20）
- 競馬を除くスポーツ中継全般実況
- ラジオ日本ジャイアンツナイター実況
  - オフもわいわいジャイアンツナイター(火曜日担当)

## 過去の出演番組
- オールリクエスト美空ひばり大全集（水曜 23:30〜24:00）
- サタデージャイアンツプライド（土曜 18:00〜19:30）
- 24時間テレビチャリティマラソン実況中継
- ラジオ日本 交通安全キャンペーン
- アーバン・ソウル・ナイト　"DJ:ヒロ内藤"として出演。
- サタデーサウンドスポーツ　(土曜 18:00〜20:00) オープニング・エンディング曲の選曲もする力の入れ様。
- 競輪トピックス（日曜）
- 応援ラジオどんまい!　(野球中継の無い火〜金曜 17:55〜21:00)
- 応援ラジオどんまい!サタデー　(野球中継の無い土曜 17:55〜21:00)
- ヨコハマろはす
2010年3月まではレギュラー。以降はプラチナ・サポーターとして不定期出演。
- オトナの情報マガジンシーズン4（火曜 18:30〜21:00）
- サンデーサウンドスポーツ　(日曜 18:00〜20:00)　原則小林幸明と隔週交代で担当。

## オトナの情報マガジン2005について
- オトナの情報マガジンの2005年10月から2006年3月までの放送では、内藤が編集長と言う形式で番組を進行していった。